# Nuncio apostólico
Un nuncio apostólico o nuncio papal (en latín: Nuntius Apostolicus) es un representante diplomático de la Santa Sede —no del Estado de la Ciudad del Vaticano— con rango de embajador. Representa a la Santa Sede ante los Estados (y ante algunas organizaciones internacionales y ante la Iglesia local). Suele tener el rango eclesiástico de arzobispo. Normalmente reside en la nunciatura apostólica, que goza de los mismos privilegios e inmunidades que una embajada.
En los casos en que no existan relaciones diplomáticas con las autoridades de un Estado, el representante de la Santa Sede ante la Iglesia local recibe el nombre de delegado apostólico. En muchos países el nuncio papal tiene precedencia protocolaria sobre el resto de los embajadores: es el decano del cuerpo diplomático.

## Precisiones conceptuales e históricas
Su rango diplomático de embajador quedó fijado en el Congreso de Viena (1815). Al igual que los demás diplomáticos, el nuncio tiene que ser acreditado por el Estado de acogida. 
En cuanto al hecho de que el nuncio sea decano del cuerpo diplomático, se resolvió de esta forma una larga disputa entre los Estados sobre la precedencia diplomática. La Convención de Viena sobre Relaciones Diplomáticas del 18 de abril de 1961 mantuvo la práctica de este privilegio del representante papal. Al nuncio apostólico, en calidad de decano, le corresponde tomar la palabra en nombre del cuerpo diplomático en ocasiones solemnes y también resuelve conflictos que puedan surgir entre alguna representación diplomática y el Estado de acogida. 
La nunciatura tiene una estructura similar a la de una embajada, con consejero de nunciatura, secretario de nunciatura, etc. Estos cargos suelen ser ocupados por diplomáticos de carrera de la Santa Sede, todos ellos clérigos, formados en la Pontificia Academia Eclesiástica, establecida en 1701. La mayoría de los nuncios proceden del servicio diplomático; algunos de ellos pasan a ser luego obispos de alguna diócesis o retornan a la Ciudad del Vaticano para trabajar en algunos dicasterios; algunos llegan a ser cardenales. Algún papa, como Juan XXIII, fue anteriormente nuncio, concretamente en Bulgaria, Turquía y Francia.
En ocasiones la Santa Sede -igual que otros sujetos del derecho internacional- designa como nuncio a un eclesiástico que no procede de la carrera diplomática.

## Actividad de los nuncios
En muchos casos los nuncios han intentado mediar en conflictos y proteger a minorías perseguidas. En tiempos recientes, el arzobispo irlandés Michael Aidan Courtney, Nuncio apostólico en Burundi, ha sido el primero en morir en un conflicto: fue asesinado en una emboscada el 29 de diciembre de 2003.

## Delegado apostólico
Los delegados apostólicos no ejercen funciones diplomáticas oficiales. Esto significa que no representan oficialmente al sumo pontífice ante los Estados en los cuales ejercen sus funciones y, por lo tanto, no pertenecen al cuerpo diplomático. Generalmente se envía un delegado apostólico a aquellas naciones con las que la Santa Sede no tiene establecidas relaciones diplomáticas. La sede de la delegación apostólica no goza de inmunidad diplomática ni ninguna de las demás prerrogativas que posee la diplomacia internacional. Sin embargo, para que el Santo Padre envíe un delegado apostólico, el país destinatario debe poder garantizar condiciones mínimas de libertad religiosa y seguridad personal. En la práctica, los delegados apostólicos tienen el carácter de representantes oficiosos del Vaticano ante los distintos Estados a los que fueron destinados.